# Gerhard Felmy

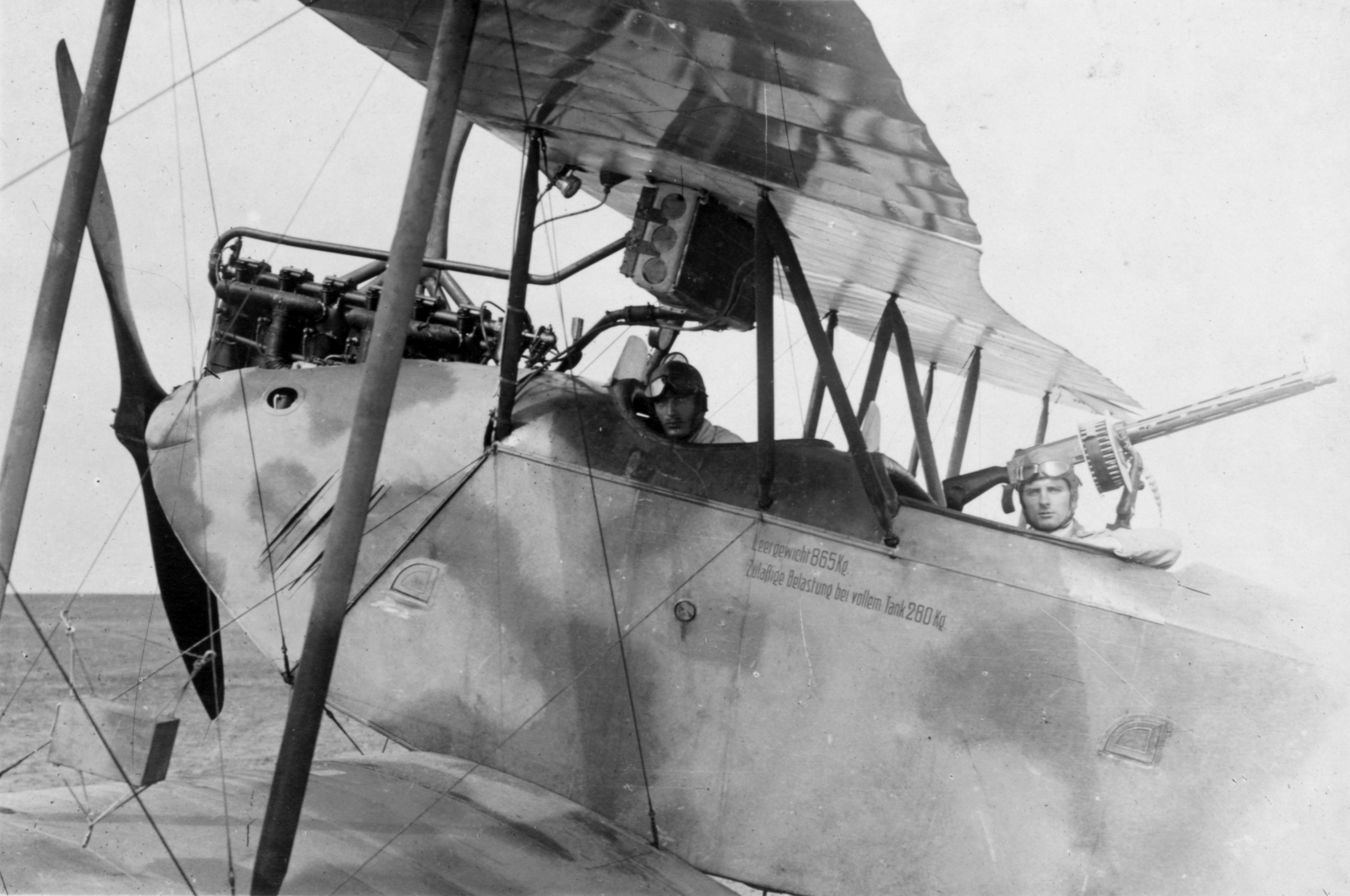
Gerhard Felmy, 1916

Gerhard Felmy (* 12. Dezember 1891 in Berlin; † 8. Dezember 1955 in Dreieichenhain) war ein deutscher Generalmajor.

## Leben
Felmy trat am 22. März 1909 aus dem Kadettenkorps kommend als chargierter Fähnrich in das Infanterie-Regiment „von der Marwitz“ (8. Pommersches) Nr. 61 der Preußischen Armee ein. Am 21. Dezember 1909 erhielt er das Patent zu seinem Dienstgrad und wurde am 22. August 1910 zum Leutnant befördert. In der Folgezeit diente er als Kompanieoffizier und Bataillonsadjutant. Anfang Februar 1914 kommandierte man ihn nach Gotha, wo Felmy eine Pilotenausbildung absolvierte.
Während des Ersten Weltkriegs war er als Kampfpilot tätig und wurde u. a. an der Palästinafront eingesetzt. Für seine Leistungen erhielt Felmy neben beiden Klassen des Eisernen Kreuzes am 31. Mai 1917 auch das Ritterkreuz des Königlichen Hausordens von Hohenzollern mit Schwertern.
Nach Kriegsende schied Felmy am 17. April 1919 aus dem Militärdienst und trat im April 1920 in den Polizeidienst des Freistaates Mecklenburg-Schwerin über.
Zum Ende des Zweiten Weltkriegs war er Generalmajor und u. a. Kommandant des Flughafenbereichs Thorn.
Er war der jüngere Bruder von Hellmuth Felmy, deutscher Offizier, zuletzt General der Flieger im Zweiten Weltkrieg, und Onkel des Theater- und Filmschauspielers Hansjörg Felmy.